# 容洪猪笼草
容洪猪笼草（学名：Nepenthes junghuhnii）为苏门答腊特有的热带食虫植物，其得名于发现者弗里德里希·弗兰茨·威廉·容洪。1840年至1842年，他首次采集到了容洪猪笼草的标本。该物种自被发现以来其分类就较为混乱。其种加词是由约翰·缪尔黑德·麦克法兰命名，但其却从未被正式发表过（亨利·尼古拉斯·里德利所命名的容洪猪笼草为欣佳浪山猪笼草（N. singalana）的同物异名）。1994年，分类学家简·斯洛尔（Jan Schlauer）将容洪猪笼草描述为“基于不足的标本材料，其疑似为独立物种”。实际上自采集到容洪猪笼草的模式标本后就再也未在麦克法兰的意义上重新在野外发现。其与邦苏猪笼草（N. bongso）和匙叶猪笼草（N. spathulata）之间存在着密切的近缘关系，而分类学家简·斯洛尔认为前者是容洪猪笼草的同物异名。
被麦克法兰非正式命名为容洪猪笼草的标本由容洪采集于北苏门答腊省多巴胡附近的巴塔克地区。里德利用于描述容洪猪笼草的欣佳浪山猪笼草标本由哈罗德·欧内斯特·罗宾逊（Harold Ernest Robinson）和塞西尔·博登·克洛斯采集于苏门答腊占碑省葛林芝火山。
在B·H·丹瑟1928年的专著《荷属东印度群岛的猪笼草科植物》中也提及了该类群。
B·H·丹瑟将容洪猪笼草视为欣佳浪山猪笼草与血红猪笼草（N. sanguinea）的疑似自然杂交种。但实际上后者并不存在于苏门答腊。